# Catarina Gnosspelius
Astrid Catarina Ulrika Gnosspelius, född 1963 i Trosa, är en svensk regissör.
Hon har regisserat opera, musikal och teater samt skrivit och dramatiserat flera föreställningar. 1999 vann hennes dramatisering/regi av Vozensenskajas bok Kvinnornas Decamerone första pris vid Nordisk Kvinnoteaterfestival i Torneå. 2008-2024 arbetade Catarina Gnosspelius som verksamhetsledare för opera och scenkonst för Stiftelsen Läckö Slott. Idag är Catarina VD och Konstnärlig ledare för Vadstena-Akademien.

## Uppsättningar (urval)
- Bilbo, en hobbits äventyr (1987, egen dramatisering), Södra Teatern, Stockholm
- Havsoratoriet (2000, sceniskt oratorium av Peter Lång), Badhusberget, Mariehamn
- Don Pasquale (2002, opera av Donizetti, dir: Sonny Jansson), Läckö Slott, Vänern
- Fotspår av liv (2002, även manus, en Laterna magica-uppsättning), Gamla Folkets Hus, Kallhäll
- Presidentskorna (2003, drama av Werner Schwab), Teatergruppen PomoDori, Stockholm
- Falstaff (2004, opera av Verdi), Opera Vildmark på Ice Globe Theatre, Jukkasjärvi
- Tiggarens Opera (2005, opera av Gay/Pepusch, dir: Olof Boman), Läckö Slott, Vänern
- Carmina Burana (2005, även manus, dir: Petter Sundkvist, med Loa Falkman, Kristina Hansson), Iggesunds Järnverk
- Rebecka (2005, musik Jonas-Franke Blom, text Ylva Eggehorn), Storan, Göteborg
- Fallet Ander, en historia om ett mord - eller två (2006, även libretto, musik Lars Carlsson) Nalen, Stockholm
- Maskeradbalen (2011, opera av Verdi), Teater Pero, Stockholm
- Björnen (2013, opera av William Walton), Opera Vildmark, Lainio. TV-produktion på Ishotellet i Jukkasjärvi 2014 av Bodesand Production och SVT Drama
- Beatrice & Benedict (Sverigepremiär 2015, opera av Berlioz, dir: Simon Phipps), Läckö slott, Vänern
- Ett norrländskt Requiem av Fredrik Sixten och Bengt Pohjanen. Sceniskt uruppförande 2022, Opera Vildmark på Festspelen i Piteå med Erik Westbergs Vokalensemble, Ola Eliasson samt Carina Henriksson. Dirigent Erik Westberg.
- Macbeth av Verdi (2023), Läckö Slott, Vänern.
- Kööki Show (2024) Tornedalsteatern med turné över landet samt i Norge.